# Mullitová vlákna

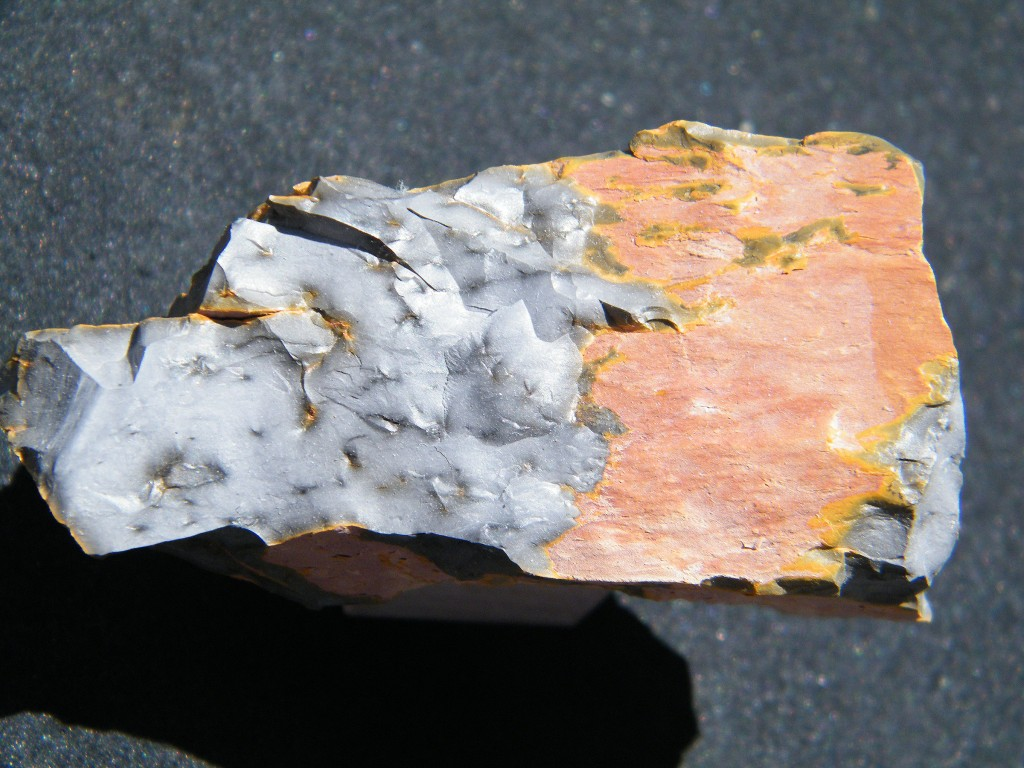
Smíšený minerál z mullitu, corderitu a tridimitu (nález z roku 2010 v České Kamenici)

Mullitová vlákna jsou keramický textilní materiál ze směsi korundu a křemíku (hlinitokřemičitany).
Označení je odvozeno od (poměrně vzácného) minerálu mullitu (Al6Si2O13) nalezeného na skotském ostrově Mull a poprvé popsaného v roce 1924.

## Výroba mullitových vláken
Mullitová vlákna jsou známá jen jako syntetické výrobky.
Podle jedné ze zjednodušených definicí jsou syntetické mullity  (Al4+2xSi2–2xO10-x) oxidové keramické materiály s krystalickou strukturou, která sestává z řetězců osmistěnů AlO6 vzájemně propojených čtyřstěnnými dvouřetězci TO4 (AlO4/SiO4). 
Vlákna se začala vyrábět průmyslově v USA v 70. letech 20. století, od 90. let jako vysoce výkonná (např. s použitím při teplotách nad 1200°C). V prvních 20 letech 21. století bylo ve světě registrováno 6300 patentů na výrobu syntetických mullitů. V roce 2017 se odhadovala celosvětová hodnota výroby na 8,5 miliard USD. Mullitová vlákna se na ní podílejí menší (veřejně neznámou) částí. Nejznámější z nich je několik variant značky Nextel (3M), dále k nim patří (japonský) Altex, FB (DuPont).

## Výrobní technologie
Výroba vláken se provádí v několika variantách podle schématu:
Příprava prekurzoru – zvlákňování (výroba „zelených vláken“) - zahřívání (thermal treatment) zelených vláken – navíjení filamentu nebo  sekání (chopping) na krátká vlákna 

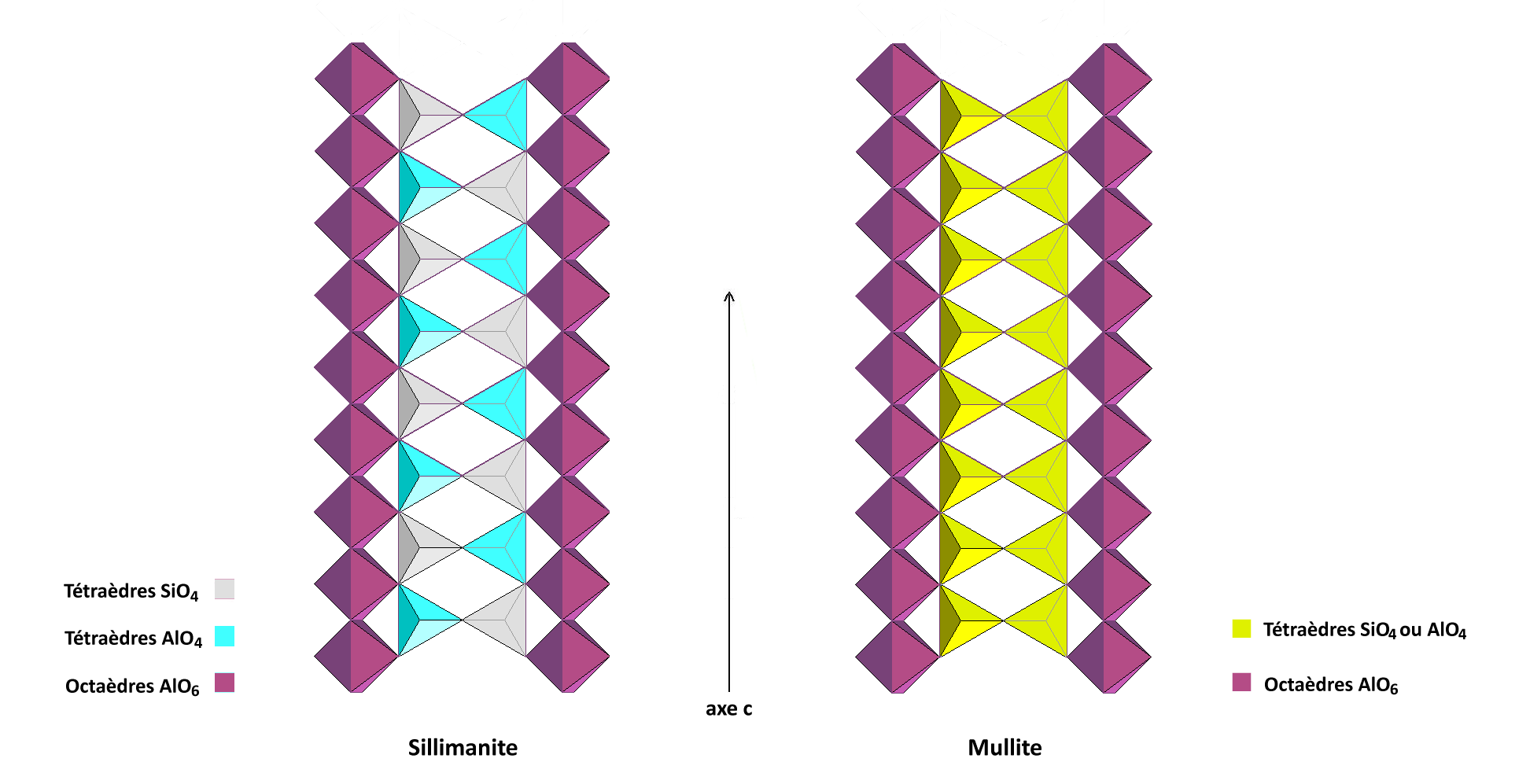
Schéma struktury silimanitu (vlevo) a mullitu (vpravo)

### Prekurzory
se připravují 
a) přímo z amorfního stavu při teplotách pod 1000°C  
b) z přechodného korundového typu  alumina a silikátu křemíku při teplotách nad 1200 °C
Techniky:
- v pevném stavu: konvenční (tavení) nebo sol-gel proces
- v tekutém stavu: hydrotermicky nebo CVD[9]

Surovina: 
Pro syntézu je možné použít: alumina,  silikáty, z aluminosilikátů 
obzvlášť silimanity, kyanidy, andalusity, bauxit, laminované silikáty bohaté na korund a jíl.

### Zvlákňování
Běžně se používá suché zvlákňování, např. s tryskami s  max. 500. otvory, rychlost do 300 m/min, pro některé varianty mullitových vláken se osvědčilo také mokré a gelové zvlákňování.

### Zahřívání
Vypalováním (calcination)  k odstraněné organických příměsí a spékáním (sintering)  k přeměně přechodné fáze alumina a silikátu na mullit. Např. 3Al2O3.2SiO2: vypalování při 700–1100 °C, spékání 1 hod při 1100 až 1350°C. Zahřívací zařízení je zpravidla napojeno na zvlákňování.

## Průmyslová výroba vláken a textilií z mullitu
Vlastnosti nejznámějších výrobků ve 3. dekádě 21. století:
| Nextel                                | 312                       | 440                | 610                  | 720                  |
| Chemické složení (%):                 |                           |                    |                      |                      |
| ------------------------------------- | ------------------------- | ------------------ | -------------------- | -------------------- |
| Al2O3                                 | 62,5                      | 70                 | >99                  | 85                   |
| SiO2                                  | 24,5                      | 28                 | -                    | 15                   |
| B2O3                                  | 13                        | 2                  | -                    | -                    |
| Fyzikální vlastnosti:                 |                           |                    |                      |                      |
| Bod tání (°C)                         | 1800                      | 1800               | 2000                 | 1800                 |
| Max. teplota použití (°C)             | 1200                      | 1300               | 1000                 | 1150                 |
| Krystal. fáze                         | zdeform. mullit + amorfní | γ Al2O3 + amorfní  | α Al2O3              | α Al2O3 + mullit     |
| Spec. hmotnost (g/cm3)                | 2,8                       | 3,0                | 3,9                  | 3,4                  |
| Tažná pevnost (GPa)                   | 150                       | 190                | 370                  | 250                  |
| Ø vlákna (µm)                         | 8-12                      | 10-12              | 11-13                | 12-14                |
| Jemnost příze (tex) / počet filamentů | 67/400 až 400/1375        | 111/400 až 222/750 | 167/400 až 2222/5100 | 167/400 až 1111/2550 |
| Délka sekaných (chopped) vláken (mm)  | 3,2-12,7                  | 3,2-12,7           | 3,2-25,4             | 3,2-25,4             |
| Cena v €/kg (2008)                    | 260                       | 500                | 440-790              | 600-700              |
| Tkaniny                               |                           |                    |                      |                      |
| Šířka (cm)                            | 97-160                    | 91-160             | 91                   | 64-91                |
| Hmotnost (g/m2)                       | 110-980                   | 510-680            | 250-610              | 370-750              |
| Použití                               |                           |                    |                      |                      |
| Vesmírné letectví                     | x                         | x                  | -                    | -                    |
| Strojírenství                         | x                         | x                  | -                    | -                    |
| Kompozity s keram. matricí            | x                         | x                  | x                    | -x                   |
| Kompozity s kovovou matricí           | -                         | -                  | x                    | x                    |
| Kompozity s polymerní matricí         | x                         | x                  | x                    | x                    |

## Další vývoj
V říjnu 2022 zveřejnili čínští výzkumníci podrobnosti o svém vynálezu vlákna AMH. Vlákno je keramický výrobek, jeho název je zkratka ze spojení počátečních písmen komponent Aluminium oxide – Mullite - Hafnium oxide.
Laboratorně vyrobené vlákno AMH předčí některými vlastnostmi vlákna typu nextel, zejména jemností 8-9 µm, velikostí krystalů pod 50 nm a pevností nad 2 GPa. Laboratorně bylo vyrobeno několik set metrů multifilamentu (200 jednotlivých vláken), příze byla snadno zpracovatelná na tkaninu.